# Villarroya de la Sierra
Villarroya de la Sierra é um município da Espanha na província de Saragoça, comunidade autónoma de Aragão. Tem 91,52 km² de área e em 2021 tinha 445 habitantes (densidade: 4,9 hab./km²).

## Demografia
| Variação demográfica do município entre 1991 e 2004 | Variação demográfica do município entre 1991 e 2004 | Variação demográfica do município entre 1991 e 2004 | Variação demográfica do município entre 1991 e 2004 |
| --------------------------------------------------- | --------------------------------------------------- | --------------------------------------------------- | --------------------------------------------------- |
| 1991                                                | 1996                                                | 2001                                                | 2004                                                |
| 816                                                 | 725                                                 | 660                                                 | 622                                                 |